# زويا فان
زويا فـان (بالبورمية: ဇိုယာဖန်း)‏ هي ناشطة حقوق الإنسان ميانمارية، ولدت في 27 أكتوبر 1980 في Manerplaw ‏ في ميانمار.